# ヴァイエ (ドイツ)
ヴァイエ (ドイツ語: Weyhe) は、ドイツ連邦共和国ニーダーザクセン州ディープホルツ郡北部の町村（以下、本項では便宜上「町」と記述する）である。

## 地理

### 位置
ヴァイエはブレーメンの南の市境に直接面している。西は、ディープホルツ郡で唯一ヴァイエよりも人口の多い自治体であるシュトゥールと接している。東はアヒム市とザムトゲマインデ・テディングハウゼン、南はジーケと境を接している。

### 河川
キルヒヴァイエ地区では、オクトゥム川がキルヒヴァイアー・ゼー（湖）から流れ出している。この湖にはハッヘ川とジュシュテッター・バッハが流れ込んでいる。オクトゥム川は北西方向のブレーメン方面に流れ、一部はブレーメン州とニーダーザクセン州との州境をなしている。オクトゥム川は最終的にはレムヴェーダー＝アルテネシュとブレーメン＝ゼーハウゼンとの間でヴェーザー川に注ぐ。
ズートヴァイエ地区をハッヘ川とおおむね並行にズートヴァイアー・ベーケ川が流れており、ジュシュテッター・バッハ川に注ぐ。

### 気候
北海からの湿った北西風による影響を受けた穏やかな海洋性気候が支配的である。ヴァイエの長期平均気温は 8.5 から 9.0℃、降水量は約 700 mm である。5月から8月までの間に平均20日から25日の夏日（最高気温が25℃を超える日）が観測される。

### 土地利用
ヴァイエの土地利用は農業利用が主である。2005年には町域の 65.8 % が農地であった。しかし、1981年から2015年までの土地利用調査の結果は、農業から他の用途への移行が起こっていることを明白に示している。農地は、1981年に 4,458 ha であったのに対して 3,886 ha にまで減少している。減少率は約 12.8 % にあたる。住宅地および空き地は 328 ha (42.8 %)、レジャー用地は 21 ha (61.8 %) 増加した。交通用地は 116 ha (31.3 %) 増加した。
| 用途             | 面積 (ha) | 面積 (ha) | 面積 (ha) | 面積 (ha) | 面積 (ha) |
| 用途             | 1981      | 1989      | 1997      | 2005      | 2015      |
| ---------------- | --------- | --------- | --------- | --------- | --------- |
| 合計             | 6022      | 6024      | 6025      | 6025      | 6029      |
| 宅地および空き地 | 766       | 875       | 961       | 1045      | 1094      |
| 産業用地         | 61        | 23        | 35        | 24        | 51        |
| レジャー用地     | 34        | 44        | 54        | 83        | 55        |
| 交通用地         | 371       | 389       | 414       | 430       | 487       |
| 農業用地         | 4458      | 4327      | 4168      | 3966      | 3886      |
| 森林             | 134       | 141       | 160       | 225       | 253       |
| 水域             | 167       | 186       | 197       | 209       | 192       |
| その他の用途     | 31        | 39        | 35        | 43        | 10        |

### 自治体の構成
1974年3月1日、キルヒヴァイエ、レーステ、ズートヴァイエが合併して新たな自治体ヴァイエが成立した。この新しい自治体の面積は 6,025 ヘクタールであった。旧自治体キルヒヴァイエにはキルヒヴァイエ地区、ラーハウゼン地区、ドライエ地区が属し、旧自治体ズートヴァイエにはズートヴァイエ地区、イェーベル地区、アーハウゼン地区が、レーステにはレーステ地区、エーリヒスホーフ地区、ヘルデン地区、アンゲルゼ地区、ハーゲン地区、メルヒオールスハウゼン地区が属していた。
| \| 地区 \| 地区 \| 人口（人）* \| \| ---------------------- \| --------------- \| ----------- \| \| キルヒヴァイエ \| Kirchweyhe \| 9,219 \| \| レーステ \| Leeste \| 8,706 \| \| ラーハウゼン \| Lahausen \| 3,753 \| \| ズートヴァイエ \| Sudweyhe \| 2,941 \| \| エーリヒスホーフ \| Erichshof \| 2,337 \| \| メルヒオールスハウゼン \| Melchiorshausen \| 1,763 \| \| ドライエ \| Dreye \| 1,180 \| \| イェーベル \| Jeebel \| 519 \| \| アーハウゼン \| Ahausen \| 175 \| - 2015年8月現在 |                 |             |
| 地区 | 地区            | 人口（人）* |
| キルヒヴァイエ | Kirchweyhe      | 9,219       |
| レーステ | Leeste          | 8,706       |
| ラーハウゼン | Lahausen        | 3,753       |
| ズートヴァイエ | Sudweyhe        | 2,941       |
| エーリヒスホーフ | Erichshof       | 2,337       |
| メルヒオールスハウゼン | Melchiorshausen | 1,763       |
| ドライエ | Dreye           | 1,180       |
| イェーベル | Jeebel          | 519         |
| アーハウゼン | Ahausen         | 175         |

## 歴史

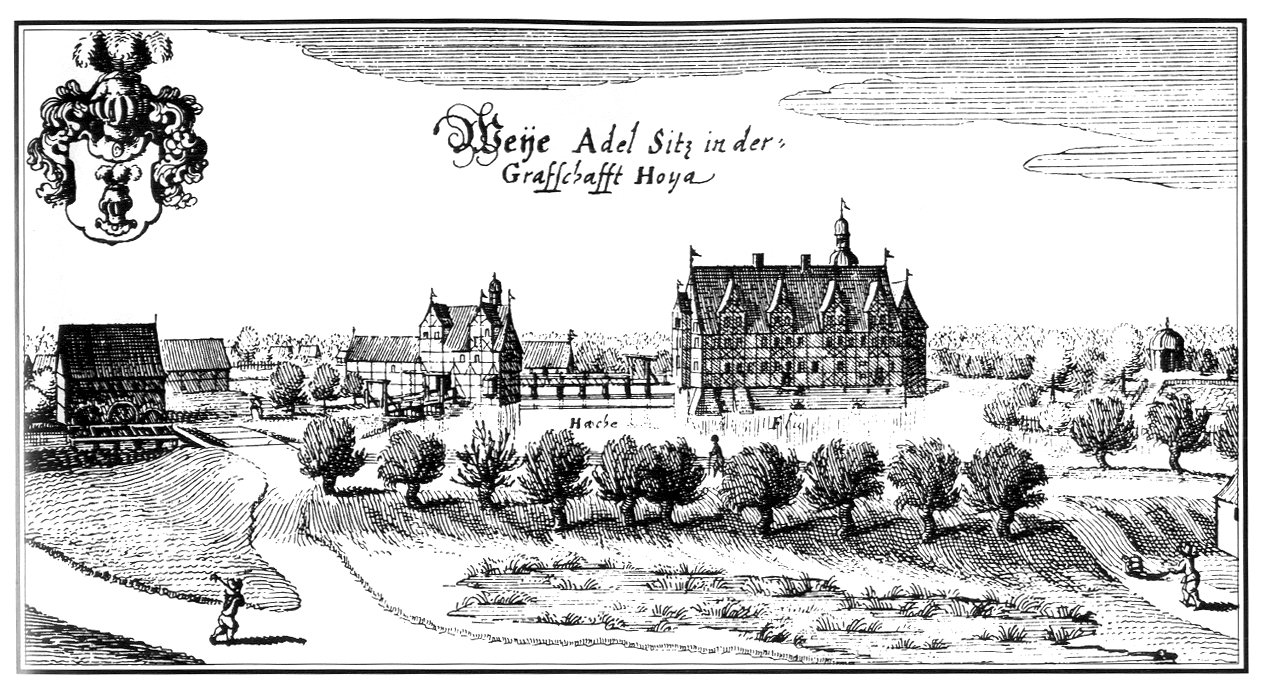
1654年に出版されたマテウス・メーリアンの銅版画に描かれたヴァイエの貴族の館

Weyhe という地名は、早くも860年頃には現れる。それは、ヴィレハートの墓前の奇跡に関してであった。長らく虚弱体質であった "Wege"（キルヒヴァイエまたはズートヴァイエ）出身の少女の話である。この子が重い病気にかかったのだが、神聖な司教（ヴィレハート）の墓前に連れて行ったところ健康を回復したという逸話である。
約400年後のヴェーザー川の橋リストに「2つの村」が取り上げられている。これは、かなりの確度で、キルヒヴァイエとジュートヴァイエであるとされている。キルヒヴァイエとズートヴァイエは、直後の他の史料に „Kerckwege“（1277年）および „Suthweige“（1300年頃）として見られる。
現在のヴァイエ町域の西半分には、当時はレーステに属していた集落アンゲルゼ、エーリヒスホーフ、ハーゲン、ヘルデン、メルヒオールスハウゼンの集落が発展した。最初の文献史料は1185年頃のものである。この史料では、特にブレーメン大司教の „Leste“（レーステ）のマイアーホーフ（農場）管理人について言及されている。
1800年頃、ブレーメンとヴァイエとの間で活発な商品取引が行われていた。農産物だけでなく、工芸品もヴェーザー川沿いの街で物々交換や販売がなされた。
1873年に、キルヒヴァイエを通る鉄道ブレーメン - オスナブリュック線が開通した。これに伴い、長さ 6 km、南隣の小集落バリエンにまで達する操車場がキルヒヴァイエに設けられた。専門技術者が家族とともに移住してきて、人口は急速に増加した。1925年頃には、キルヒヴァイエの人口の約 2/3 が鉄道に従事し、さらに近隣の町の家族も鉄道から収入を得ていた。操車場は1968年に操業停止となった後、取り壊された。北格納庫の遺構は企業に利用されている。

### 年表
- 860年頃: 現在知られているヴァイエ ("Wege") に関する最初の文献記録
- 1158年: 皇帝フリードリヒ1世が、キルヒヴァイエ、ズートヴァイエ、ドライエのそれまで未開の荒れ地だった土地の開墾を許可した。
- 1167年: ハインリヒ獅子公に対する反乱の際、ヴェルフ家の敵対者が "Castrum Wege"（ヴァイエ城）を征服した。
- 1185年頃: レーステの存在に関する最も古い文献記録
- 1250年頃: キルヒヴァイエにフェリーツィアヌス教会が建設された。
- 1582年: ホーヤ伯（ドイツ語版、英語版）断絶後、キルヒヴァイエ、ズートヴァイエ、レーステはヴェルフ家の勢力下に入った。
- 1790年: 16世紀に設けられたフォアヴェルク・エーリヒスホーフの土地に「コロニー・エーリヒスヒーフ」が創設された。これはルター派のレーステ教区の一部である。
- 1794年: 福音主義＝ルター派の教区監督区が設けられた。これは1934年まで存続した。
- 1824年: ズートヴァイエの「ツィーゲルブレネライ」（レンガ工場）の建設が認可された。伝統的なヴァイエの産業分野が発展し始めた。1896年までアーハウゼン、レーステ、ズートヴァイエ、ドライエに5つの他の工場が設けられた。
- 1826年: ブレーメンの実業家 G. F. ゼングスターケが、ヴェーザードルフとドライエに、この町の工業化の先駆けであり、今日もヴァイエ最大の産業集落である石けん製造工場を設立した。
- 1873年: 鉄道ブレーメン - オスナブリュック線が完成し、これに伴い操車場が設けられた。
- 1928年: 「コロニー・エーリヒスホーフ」がレーステに合併した。
- 1945年: ブレーメン周辺での最終決戦で現在のヴァイエの町域においても無数の激しい破壊が行われた。
- 1974年: キルヒヴァイエ、ズートヴァイエ、レーステが合併して新たな自治体ヴァイエが成立した[7]。
- 1992年: ヴァイエは、「selbstständige Gemeinde」（直訳: 自立した自治体、すなわちザムトゲマインデ（ドイツ語版、英語版）（集合自治体）に属さない町村）の状態となった。
- 2000年: 人口が3万人に達した。

## 住民

### 人口増加
ヴァイエは1974年から強い人口増加傾向を示している。1974年から2006年までの間（ともに12月31日時点）に人口は 21,556人から 20,325人に増加した (40 %)。

### 宗教

#### 宗教統計
2018年のヴァイエの人口 30,998人のうち、12,392人 (40.0 %) が福音主義、2,181人 (7.0 %) がカトリック、16,425人 (53.0 %) がその他の宗教もしくは無宗教であった。2015年には、ヴァイエの住民のうち、14,133人が福音主義、2,372人がカトリック、660人がその他の宗教で、14,653人が無宗教であった。

## 行政

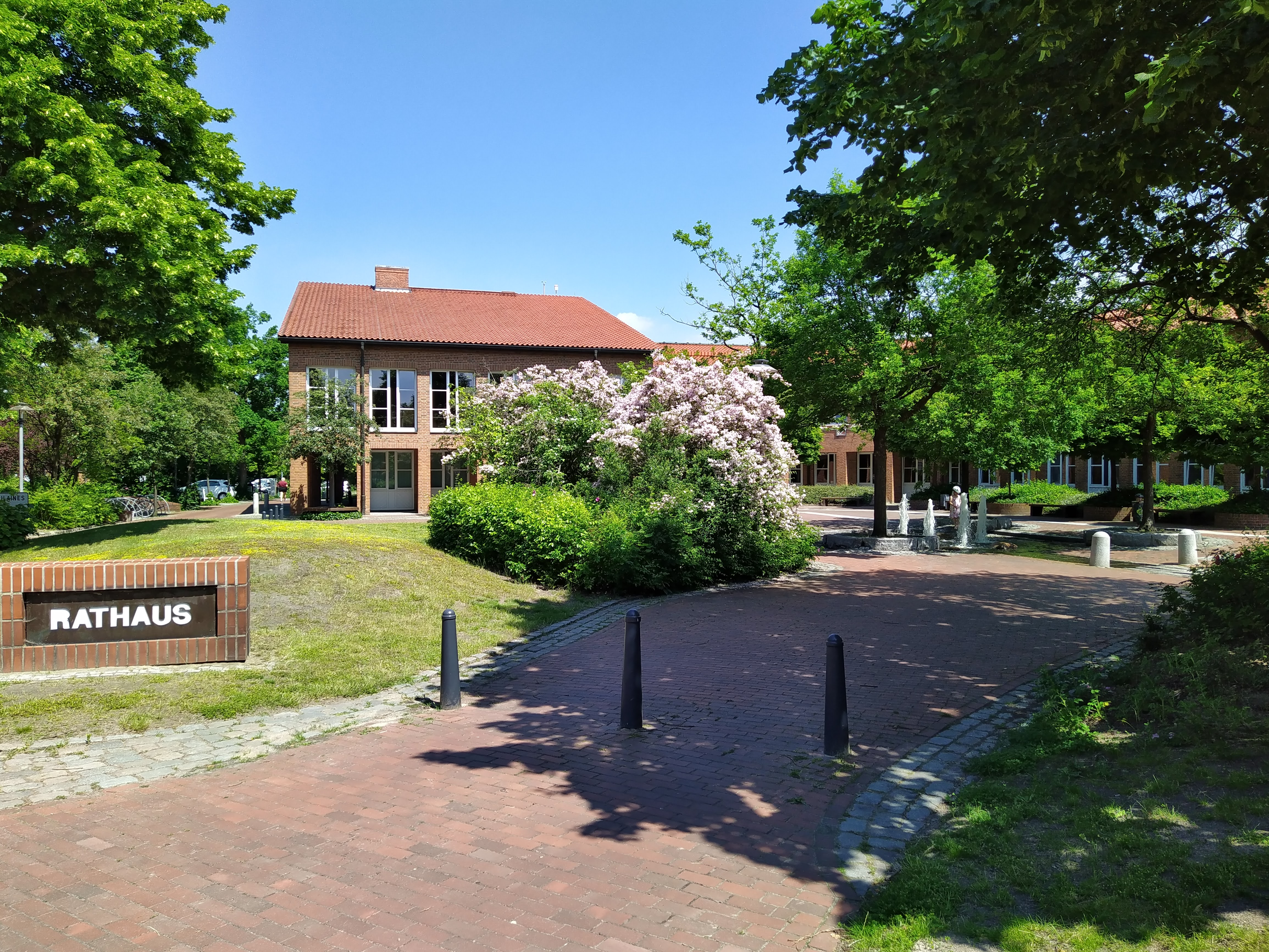
ヴァイエの町役場

### 議会
ヴァイエの町議会は38議席で構成される。これは人口30,001人から40,000人の自治体の議員定数である。38人の議員は5年ごとに住民による選挙で選出される。
町議会では、町長も投票権を有している。

### 首長
2019年7月に当時の町長アンドレアス・ボーフェンシュルテ (SPD) がブレーメン州の州政府に移ったため、2019年11月10日に町長選挙が行われた。この選挙でフランク・ザイデル (SPD) が 59.8 % の票を獲得して当選した。
過去の町長:
- 1974年 - 1976年: ヴァルター・ツィンマーマン (CDU)
- 1976年 - 1981年: ハインリヒ・クレンケ (SPD)
- 1981年 - 1986年: フリードリヒ・クルーゼ (CDU)
- 1986年 - 1991年: ハインリヒ・クレンケ (SPD)
- 1996年 - 2001年: エドムント・イルマー（無所属）
- 2001年 - 2006年: ラインハルト・オスターロー（無所属）
- 2006年 - 2014年: フランク・レンマーマン (SPD)
- 2014年 - 2019年: アンドレアス・ボーフェンシュルテ (SPD)
- 2019年 - : フランク・ザイデル (SPD)

ゲマインデディレクター（市行政の実務責任者）
- 1974年 - 1992年: アルフレート・ヴェティエン
- 1992年 - 1995年: ディートリヒ・シュッテ
- 1995年 - 1996年: エドムント・イルマー

### 紋章
ヴァイエの街の紋章は、3本の赤い斜め帯の上に直立した赤い獅子が描かれている。この紋章は、おそらく12世紀からこの土地を本拠として北ドイツの別の場所（特にリューネブルガーハイデ）にもその痕跡が遺る「フォン・ヴァイエ」伯家の紋章に由来する。

### 姉妹自治体
ヴァイエは以下の町と姉妹自治体関係にある
- クレーヌ（フランス語版、英語版）（フランス、サルト県）1972年
  - ヴァイエ/クレーヌ利益共同体が相互交流プログラムを組織し、実行している。
- マドゥオナ（ラトビア語版、英語版）（ラトヴィア）1990年
  - 相互交流プログラムの企画と実施は、ヴァイエとマドゥオナの友好関係振興協会と協力して行われている。姉妹関係締結10周年にあたる2000年10月、キルヒヴァイエ地区にマドゥオナ＝アレーという名の通りが完成した。
- ヴァイエは、ニーダーザクセン/ブレーメン自治体連合に加盟している。

## 文化と見所

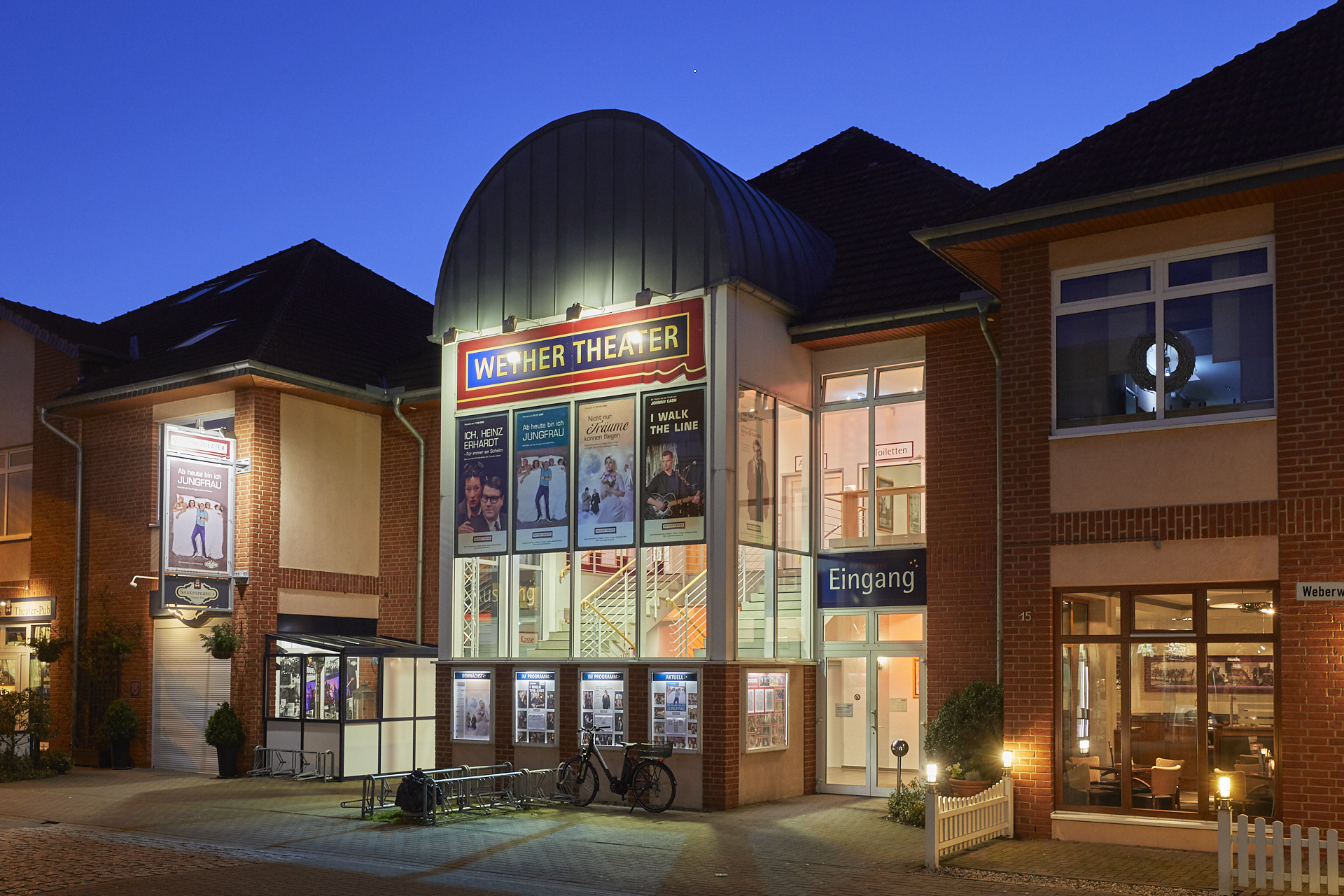
ヴァイエ劇場

### 演劇
キルヒヴァイエのマルクト広場前にある民営のヴァイアー・テアター（ヴァイエ劇場）はコメディー劇場で、313席の客席を有する。特にブールヴァール作品（大衆劇）、音楽劇、低地ドイツ語のコメディー、クリスマスのメルヘン劇を中心に上演されている。2007/2008年シーズンには、335公演に7万人の観客が訪れた。ヴァイエ劇場は北ドイツで最も成功している劇場である。

### マルクト広場
キルヒヴァイエのマルクト広場は、駅に近く、現在はヴァイエの中心となっている。マルクト広場は正方形で、面積 4225 m2 と比較的広い。通りと児童公園に囲まれた駐車場もある。マルクト広場では、土曜日の8時から13時まで市場が開かれる。人々は地元の農家が育てた新鮮な野菜や旬の果実、日々の必要な食品を購入することができる。

### 建築
ヴァイエの建造文化財リストには全部で40件が登録されている。

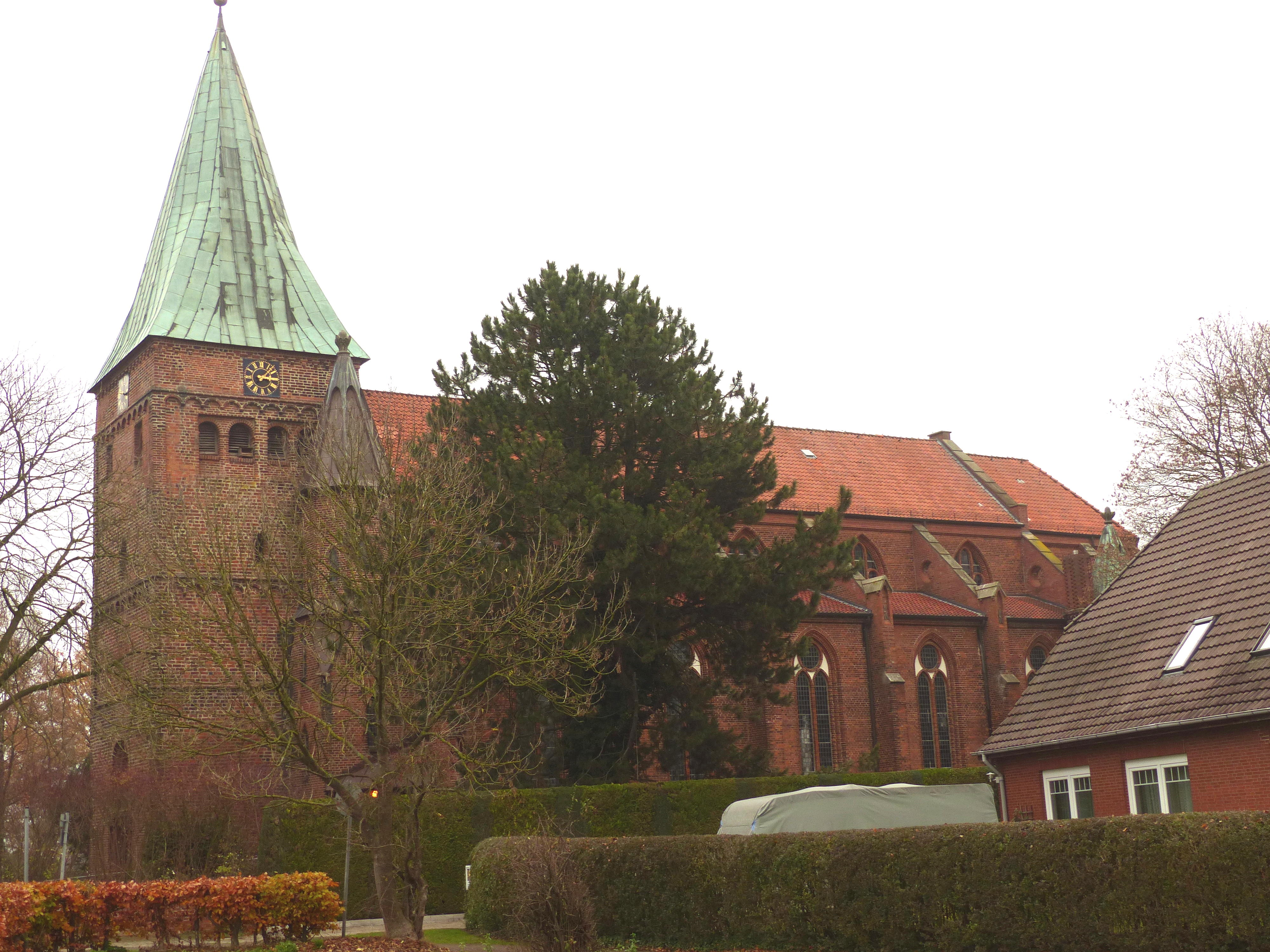
フェリーツィアヌス教会

#### キルヒヴァイエのフェリーツィアヌス教会
キルヒヴァイエの福音主義ルター派フェリーツィアヌス教会の、ロマネスク様式のレンガ造りの塔は1250年頃に建造された、ヴァイエに現存する最も古い建造物である。元のロマネスク様式の教会堂は1861年に老朽化のために取り壊された。1863年に新たに、ネオゴシック様式で大きな教会が建造された。2006年、この教会に新しいクーン社製のオルガンが設置された。

#### キルヒヴァイエの聖家族教会
キルヒヴァイエのこのカトリック教会は、ハウプト通りとドロームヴェークの交差点角にある。ここでは週に何度も礼拝が行われている。オスナブリュック司教区ツヴィストリンゲン首席司祭区エンマウス教会管区に属す。この管区にはジーケをはじめ5つの教区が含まれる。

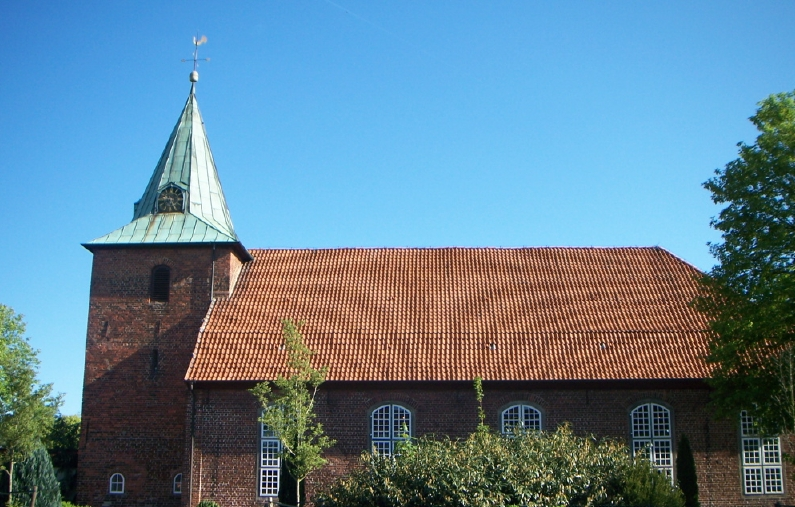
マリエン教会

#### レーステのマリエン教会
レーステの福音主義ルター派教会は、18世紀後期に建設された、教会本堂は1770年に建設されたレンガ造であるが、正方形の西塔はその20年後に増築されたものである。講壇は1770年、2階バルコニー席は1852年に建設された。大きな鐘は1513年に鋳造されたもので、1770年に西塔に設置された。本堂の北側に、17世紀から18世紀の墓石がある。

#### キルヒヴァイエの駅と郵便局
- キルヒヴァイエの駅舎は、ハンブルク＝ヴェンローアー鉄道によって建設されたもので、1873年に完成した。この駅舎は当時の典型的なネオロマネスク様式のレンガ造の建物である。
- バーンホーフ通り（直訳: 駅前通り）の郵便局は1913年に旅館経営者ヨハン・コッホによって建設された。この建物は2020年頃にドイツポストから近隣の郵便支局に譲渡された。

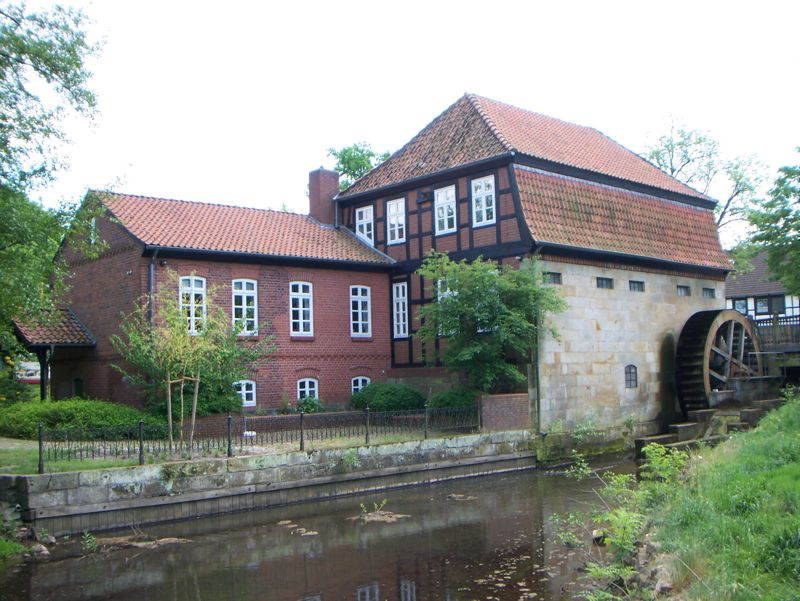
ズートヴァイエの水車

#### ミューレングート・ズートヴァイエ
ズートヴァイエの水車と、いわゆるズートヴァイアー・グーツホーフ（ズートヴァイエ農場）は1982年まで一つの地所で、経済的にも一体であった。これはズートヴァイエのハッヘ川沿いに位置している。最初の文献記録は1513年になされている。ズートヴァイエの水車は、1982年まで対岸の農場のものであった。この農場はかつての騎士の所領で、ヴァイエの町が買い取った。ズートヴァイエの水車の近くにおそらく1807年に建設された納屋がある。納屋を備えた古い水車の建物群では、様々な種類の展覧会だけでなく、定期的な野外イベントも開催され、町の文書館も入居している。農場の現在の建物は、1819年頃に、老朽化した先代の建物の跡地に建てられた。主館は1999年に取り壊された。

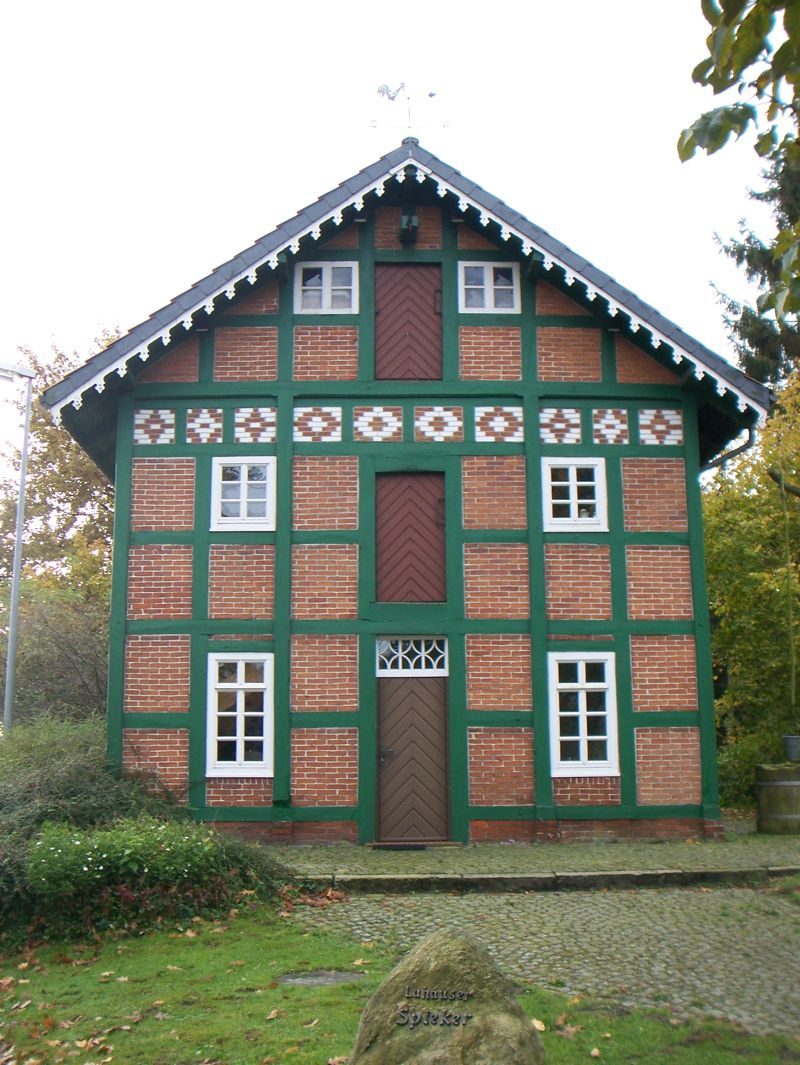
ラーハウザー・シュピーカー

#### ラーハウザー・シュピーカー
ラーハウゼン地区の象徴的建造物であるラーハウザー・シュピーカーは、1880年に木組みの家として建設された。シュピーカー (Spieker) は低地ドイツ語で Speicher（納屋）を意味する。この建物は、ラーハウゼンとイェーベルとを結ぶラーハウザー通りに面している。建物は1987年から89年に、ラーハウゼンの10のクラブ・団体によって修復された。1991年ヴァイエ町がシュピーカーを買い取った。シュピーカーは現在、ラーハウゼンの劇団「ラーハウザー・ビューネ」の練習場となっている。

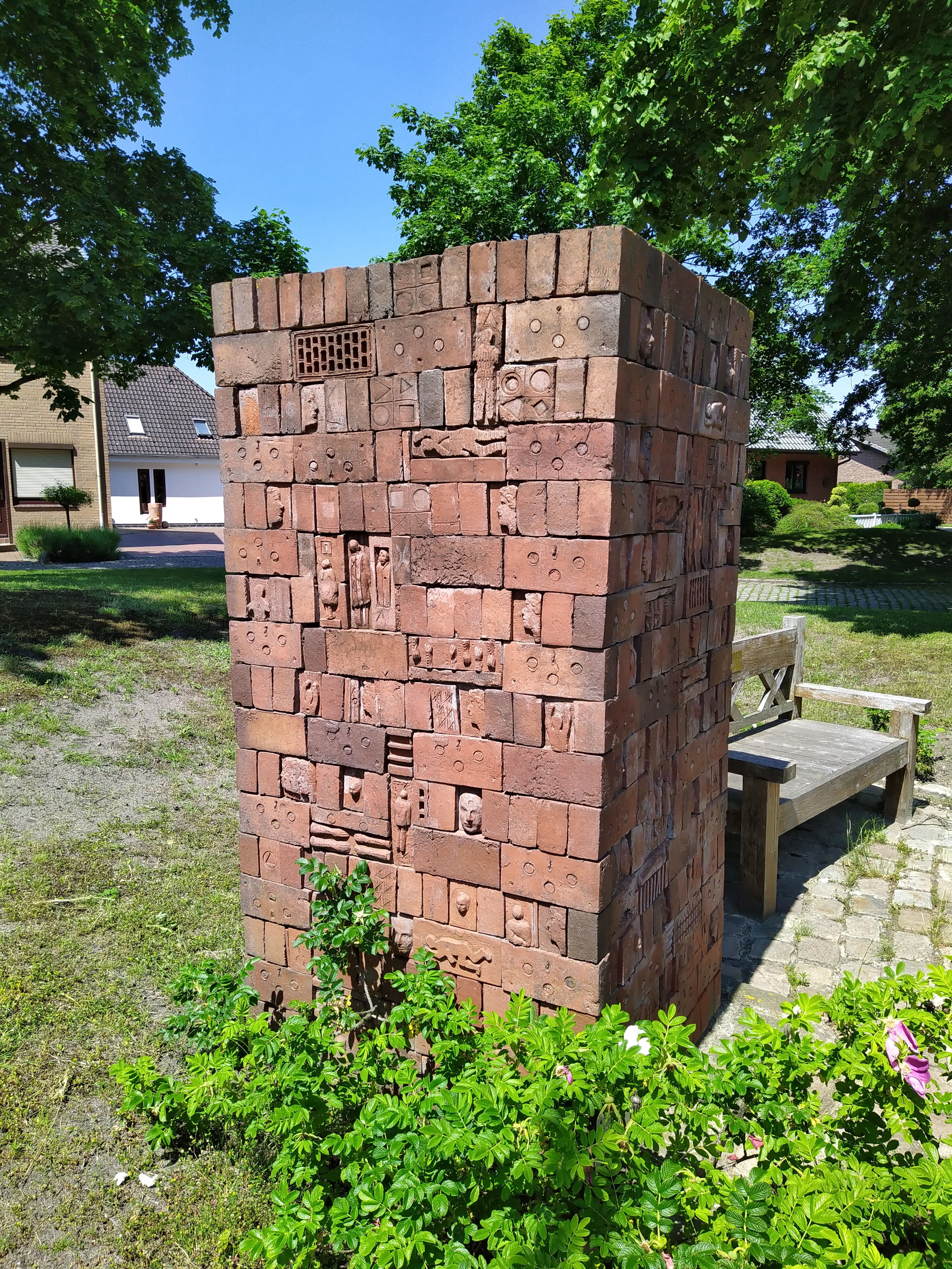
トーマス・レッカー作の記念碑「忘却に逆らう」

### 公共スペースの芸術作品
この地域の芸術家による大変ユニークな彫刻やオブジェクトがヴァイエの各地区に点在しており、中には幾分隠されているものもある。これらの芸術作品は、ブロンズ、スチール、鋳鉄、大理石、石、レンガなど様々な素材で創られている。
- レーステの町役場の敷地内にトーマス・レッカーが製作した国家社会主義のすべての犠牲者のための追悼碑「忘却に逆らう」（レンガ、1993年）がある。この他に、カタリーナ・フランクのスチール製の像「ベーレン」（直訳: 果実、1995年）やエルザ・テーベルマンとヘニング・グレーフェによる彫刻「フィグーラ」（直訳: 人物、鋳鉄製、2001年）がある[19]。
- キルヒヴァイエのマルクト広場にはブレーメン芸術大学（ドイツ語版、英語版）の学生によって創られた、ブロンズ像とレンガと粘土で構成された「マスケンブルネン」（直訳: 仮面の泉、1997年）がある。
- レーステの貯蓄銀行前に、ノルベルト・トスの「ディー・フュンフ・ジネ」（直訳: 五感、石、2003年）がある。
- エーリヒスホーフの貯蓄銀行前には、アミール・アモロヴィッチの「ディー・リーゲンデ」（直訳: 積まれた干し草、大理石、2004年）がある。
- キルヒヴァイエの屋外プールの近くにヘルベルト・ボトツィンのスチール作品がある。

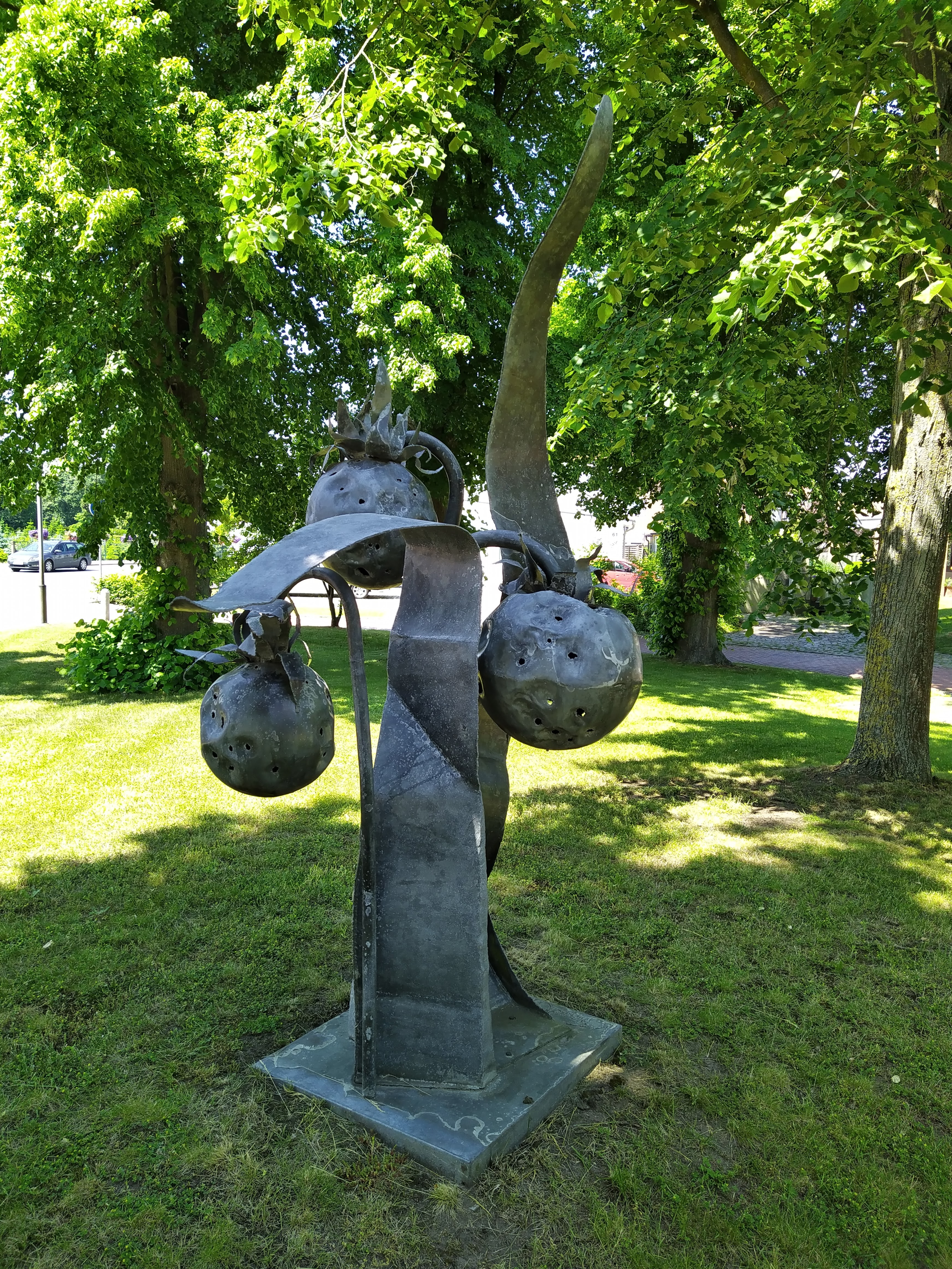
カタリーナ・フランク作「ベーレン」
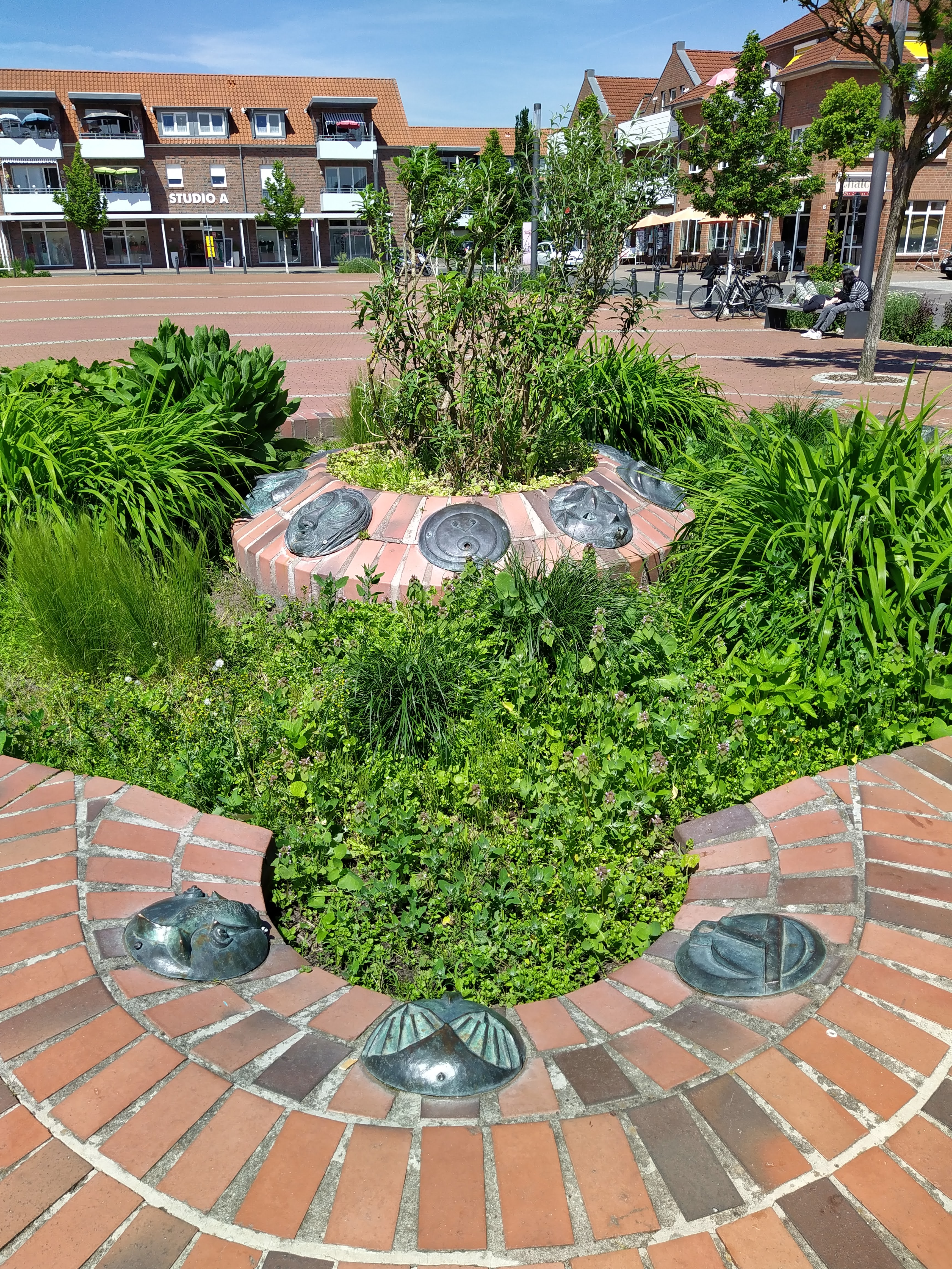
マルクト広場の「マスケンブルネン」

## 経済と社会資本

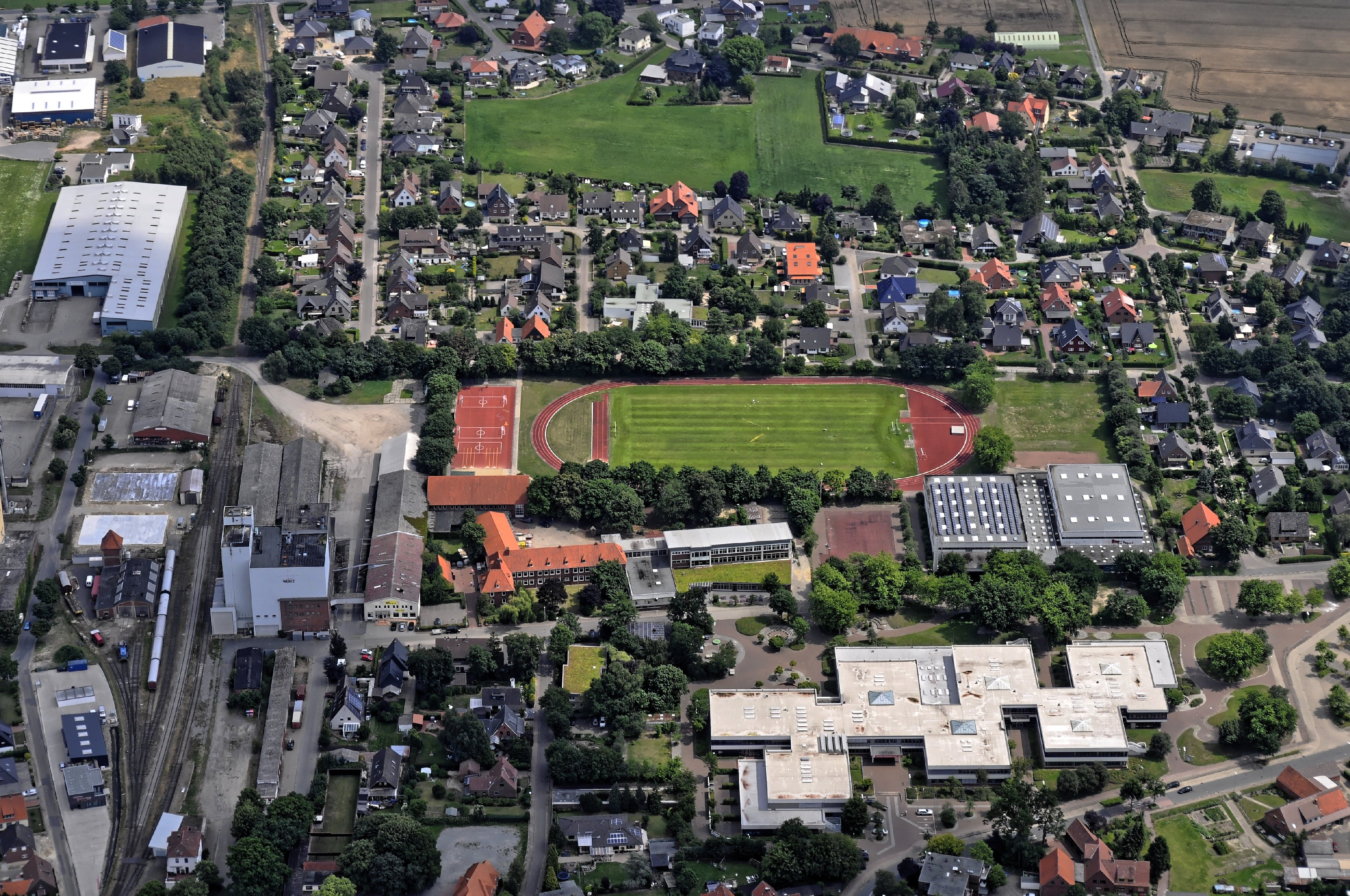
レーステ共同型総合学校、レーステ基礎課程学校、競技場

### 教育
ヴァイエには包括的な教育機会が用意されている。ほとんど全ての種類の学校が存在している。約3,500人の児童のために、レーステ、キルヒヴァイエ、ズートヴァイエ、エーリヒスホーフ、ラーハウゼン、メルヒオールスハウゼンに6校の基礎課程学校がある。キルヒヴァイエとレーステには2校の共同型総合学校があり、メルヒールスハウゼンには学習に重点を置いた養護センターと養護学校がある。
ヴァイエ町は、レーステ、キルヒヴァイエ、ズートヴァイエ、ドライエ、エーリヒスホーフ、ラーハウゼン、メルヒオールスハウゼンで幼稚園を運営している。町の託児所は、レーステ、キルヒヴァイエ、ラーハウゼンにある。民営の託児所もキルヒヴァイエとレーステにある。
ヴァイエには公共の図書館が2館ある。
- キルヒヴァイエ図書館、キルヒヴァイエ共同型総合学校の図書館
- レーステ図書館、レーステ共同型総合学校の図書館

### スポーツ施設
ヴァイエには多くのスポーツ広場がある。また、キルヒヴァイエとレーステの共同型総合学校には、それぞれ多目的ホールと競技場が設けられている。
レーステの町役場近くに、町の中央スポーツ施設 (ZSA) がある。ここには、TSV ヴァイエ＝ラーハウゼンおよび SC ヴァイエのサッカーグラウンドおよびテニスコート、タータントラック、走幅跳施設、多目的ホール、食堂がある。2011年10月に2つめの人工芝のサッカー場が完成した。メルヒオールスハウゼン地区の、B6号線沿い、パーティースペース「ヴィレッジ」の裏に、テニスクラブ TC 71 ヴァイエのテニスコートがあり、クラブハウスが併設されている。
1974年から75年に建設されたヴァイエ屋外プールはキルヒヴァイエ地区にあり、50 m プール、5 m の飛び込み台、競泳用プール、ナイトスイミングプール、子供用水槽、ウォータースライダーを備えている。小さな温水屋内プールには学習用プールがあり、冬季には午前中は学生に、午後は全ての利用者に開放されている。屋外プールはハッヘ川近くに広い屋外エリアの中にあり、老木に囲まれている。

### クラブ、団体
ヴァイエには数多くの伝統的なスポーツクラブや射撃協会がある。最大のクラブである SC ヴァイエは、そのアメリカンフットボール・チームが2004年と2007年シーズンにブンデスリーガ2部に所属した。U-17（B-ユーゲント）は、2009年/2010年シーズンにブンデスリーガ＝ノルト（北地区）でプレイした。町の青少年育成課は、クラブ PRO YOUend e.V. と協力して子供や青年たちにレジャー活動を提供している。この他の伝統的なスポーツクラブが TSV ヴァイエ＝ラーハウゼン e.V. 1949 である。このクラブには、サッカー、体操、バドミントン、コルブバル、ワンデルン部門がある。

### 地元企業
約150社の企業が立地しているドライエ地区は、ヴァイエの産業中心地区である。連邦アウトバーン A1号線から 1 km の距離に Aldi-ノルトの地域支社やコーヒーロースター、Vakumix AG（機械製造業者）、ダッハデカーアインカウフ・ノルトヴェスト eG、ホーフマイスター＆マインケ GmbH & Co.、ブルトマン製造販売 GmbH、カディラック・プラスティーク GmbH がある、レーステ地区には全国的に活動するフルーツジュースプレス業者ハンス・デーレ GmbH（ゴルトクヴェル）が、50年以上前から製造所を有していたが、2011年に生産を中止した。

### 交通

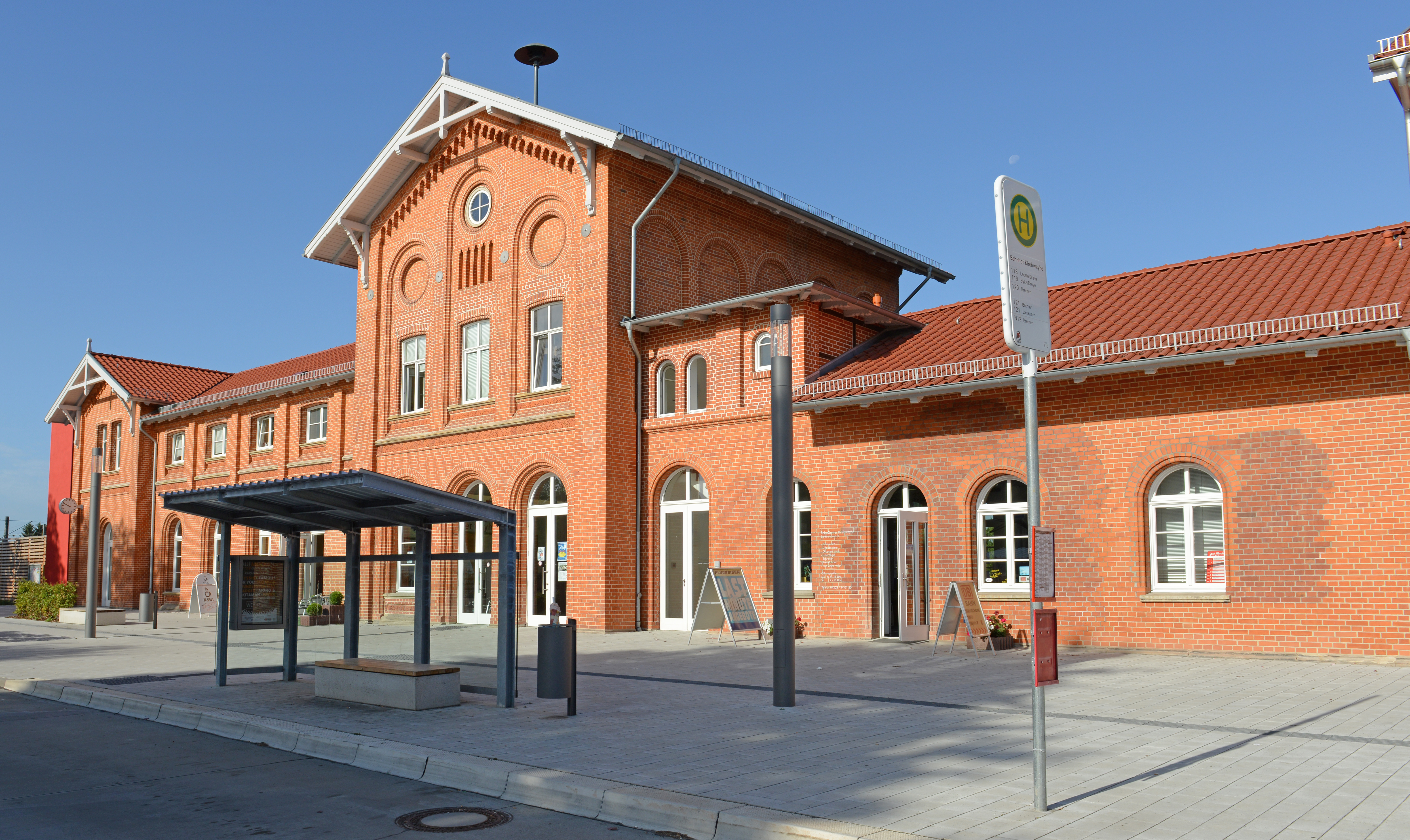
キルヒヴァイエ駅

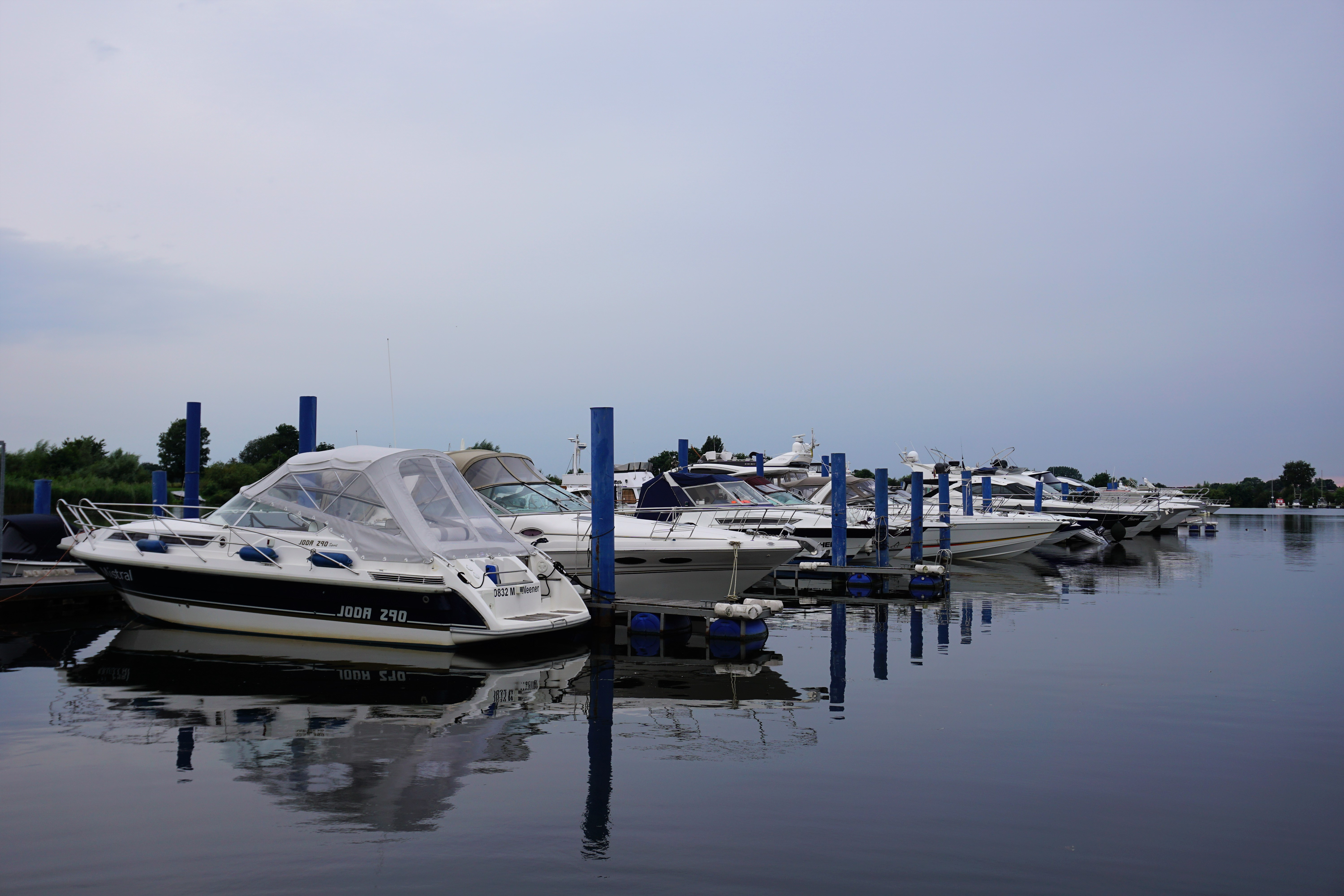
ヴィールトゼーのモーターボート港

#### 鉄道
ヴァイエは、ルール地方と北西ドイツとを結ぶ交通軸で、運行本数の非常に多いヴァネ＝アイケル - ブレーメン - ハンブルク線沿いに位置している。2010年12月からは、ブレーメン/ニーダーザクセンSバーンの列車もここを運行している。ブレーメン・シュトラスバーンAGの8号線を延長してフフティングからブレーメン - テディングハウゼン線の線路（現在は貨物列車のみが運行している）を利用することでシュトゥールやブリンクムを経由してヴァイエ＝レーステまで乗り入れる計画がある。
- キルヒヴァイエ地区には駅があり、ブレーメンおよびブレーマーハーフェン＝レーエ - オスナブリュック間を運行しているドイツ鉄道のレギオナルエクスプレス (RE 9) や、ノルトヴェストバーンの RS 2号線が利用可能である。
- ドライエ地区にもブレーメン - オスナブリュック線の駅がある。ここには、ノルトヴェストバーンの RS 2号線だけが停車する。
- メルヒオールスハウゼンは、隣町ジーケのバリエン駅を使ってアクセスする。この駅もノルトヴェストバーンの RS 2号線だけが停車する。

#### 道路
ヴァイエは連邦アウトバーン A1号線の2つのインターチェンジからアクセスできる。
- レーステ、エーリヒスホーフ、ヘルデン、メルヒオールスハウゼン地区はブレーメン/ブリンクム・インターチェンジ
- ドライエ、キルヒヴァイエ、ラーハウゼン、ズートヴァイエ、イェーベル地区はブレーメン＝アルステン・インターチェンジ

ヴァイエは、ブレーメン/ニーダーザクセン交通連盟に加盟している。以下のバス路線がヴァイエの各地区を結んでいる。
- 102号線: ブレーメン中央駅 - ブレーメン＝ノイシュタット - ブリンクム - メルヒオールスハウゼン - ジーケ
- 120号線: ブレーメン中央駅 - ブレーメン＝ノイシュタット - ブリンクム - レーステ - キルヒヴァイエ
- 121号線: ブレーメン中央駅 - ブレーメン＝ノイシュタット - ドライエ - キルヒヴァイエ

#### 航空
- ブレーメン空港は約 15 km の距離にあり、連邦道 B6号線でアクセスする。

#### 船舶
- ドライエ地区はヴェーザー川に面しており、砂利の採取によって形成されたヴィールトゼー（湖）とヨット港がある。

## 人物

### 出身者
- ルイーゼ・エーベルト（1873年 - 1955年）ドイツ国大統領フリードリヒ・エーベルトの夫人。
- ハインツ・ヴァルネーケ（1895年 - 1983年）彫刻家。
- カッチャ・リーマン（1963年 - ）女優、歌手、作家。
- ルカ・ツァンダー（ドイツ語版、英語版）（1995年 - ）サッカー選手。

### ゆかりの人物
- フェリックス・クラハト（ドイツ語版、英語版）（1912年 - 2002年）エンジニア、パイロット。エアバス・インダストリーの創始者の一人（生産責任者）。キルヒヴァイエで亡くなった。

## 関連図書
- Wilfried Meyer (1999). Weyhe – Daten, Ereignisse, Bilder einer Gemeinde. Weyhe: WM-Verlag. ISBN 978-3-9807444-0-9
- Wilfried Meyer (1986). Weyhe im Wandel der Zeit, Band 1 (2 ed.). Weyhe: WM-Verlag
- Wilfried Meyer (2006). Weyhe im Wandel der Zeit, Band 1 (3 ed.). Weyhe: WM-Verlag. ISBN 3-9807444-6-9
- Wilfried Meyer (2005). Weyhe im Wandel der Zeit, Band 2. Weyhe: WM-Verlag. ISBN 978-3-9807444-4-7
- Wilfried Meyer (2011). Weyhe im Wandel der Zeit, Band 3. Weyhe: WM-Verlag. ISBN 978-3-9812556-5-2